# Hyssia plenipotentia
Hyssia plenipotentia är en fjärilsart som beskrevs av Dyar 1914. Hyssia plenipotentia ingår i släktet Hyssia och familjen nattflyn. Inga underarter finns listade i Catalogue of Life.